# Бет-Дэвид, Патрик
Патрик Бет-Дэвид (англ. Patrick Bet-David; 18 октября 1978 года, Тегеран, Иран) — американский предприниматель, бизнес-консультант, писатель, подкастер, основатель и генеральный директор PHP Agency и управляющий партнер Integrity. Его состояние оценивается в 350 млн. долл.
Один из самых популярных подкастеров в США. Его канал Valuetainment имеет 6,5 млн. подписчиков, а PBD Podcast 2,4 млн. подписчиков в YouTube. Общее число подписчиков в социальных сетях превышает 10 млн. Вошёл в список самых влиятельных людей в новостных СМИ за 2023 год по версии Mediaite.

## Биография

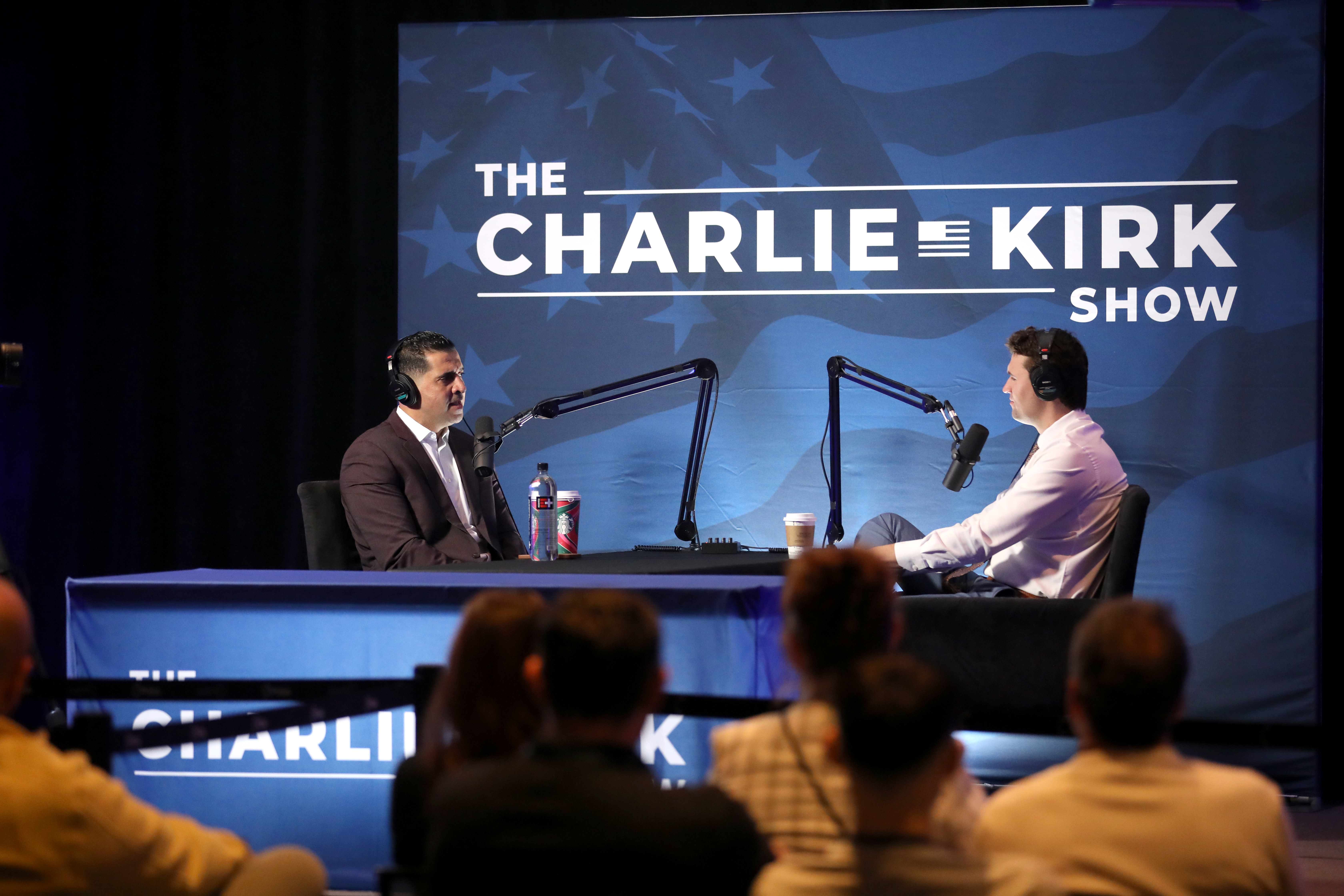
Патрик Бет-Дэвид и Кирк, Чарли

Родился 18 октября 1978 года в Тегеране, Иран, в армяно-ассирийской семье. Его семья была вынуждена покинуть Иран из-за политических событий.
После службы в армии США, в в 101-й воздушно-десантной дивизии, он начал свою карьеру в страховой и финансовой индустрии. Проработав несколько лет ведущим рекрутинговым агентом в крупной инвестиционной и финансовой компании, Патрик был вдохновлен идеей открытия собственного бизнеса. Он основал PHP Agency, компанию по продаже, маркетингу и дистрибуции страховых услуг, до того, как ему исполнилось 30 лет.
PHP Agency было основано в 2009 году с уникальным видением — предлагать продукты и решения по страхованию жизни на разнообразном рынке потребителей среднего класса. Сегодня PHP Agency выросло с 66 агентов в одном офисе до более чем 27 000 агентов, расположенных в 49 штатах США и Пуэрто-Рико.
Помимо руководства PHP Agency, Бет-Дэвид является основателем Valuetainment, медиакомпании, обучающей основам предпринимательства и личностного развития. 
Автор нескольких книг, он с энтузиазмом обучает основам предпринимательства, основываясь на собственном опыте и понимании того, что значит «из грязи в князи». Является автором бестселлера №1 по версии Wall Street Journal «Ваши следующие пять шагов». 
Бет-Дэвида ведёт подкаст в YouTube, где его гости обсуждают актуальные темы, связанные с жизнью и бизнесом. Он регулярно берёт интервью у руководителей компаний, предпринимателей и влиятельных лиц, чтобы узнать их мнение о том, что необходимо для того, чтобы стать лучшими в своём деле. 